# Liste des localités de l'oblast de Kaliningrad
L'oblast de Kaliningrad, comprend 1096 localités,,, dont :
- 23 établissements urbains, dont :
  - 22 villes,
  - 1 commune urbaine,
- 1073 localités rurales, dont 18 inhabitées selon le recensement de 2010.

Dans la liste ci-dessous, les localités sont réparties (en termes de structure administrative-territoriale ) dans 8 villes de subordination régionale, dans 1 commune urbaine de subordination régionale et dans 13 raïons. Au sein de l'organisation de l'autonomie locale (unités municipales), elles sont réparties entre 10 okrougs urbains et 12 okrougs municipaux.
Les localités rurales peuvent avoir le statut de village (selo), de hameau (derevnia), de possiolok, etc. Elles sont classées selon leur subdivision et l'ordre alphabétique russe.
La population des localités rurales est donnée selon le recensement de 2010 de la Russie, les établissements urbains (villes et communes urbaines) selon le recensement de 2021. Certains établissements ruraux ont leur population en 2021 indiquées, seulement s'ils dépassent les 3000 habitants. Parfois, des populations d'autres années peuvent être données.
Cette page recense aussi les noms russes actuels suivis pour les localités importantes de l'ancien nom officiel en allemand, ainsi que les traductions en polonais et en lituanien. Les régions allemandes de province de Prusse-Orientale ont été annexées par la Pologne et par l'Union soviétique. Celles annexées par cette dernière l'ont été en tant qu'exclave de la RSFS de Russie ; la plupart des toponymes ont été russifiés entre mars 1945 et 1947. Les noms de chaque localité en allemand se trouvent dans les articles des subdivisions respectives de l'oblast (raïons et okrougs).

## Villes de subordination régionale (okrougs urbains)

### Okroug urbain de Kaliningrad
| Liste des localités | Liste des localités | Liste des localités | Liste des localités | Liste des localités | Liste des localités |
| N°                  | Localité            | Nom allemand        | Statut              | Population 2010     | Population 2021     |
| ------------------- | ------------------- | ------------------- | ------------------- | ------------------- | ------------------- |
| 1                   | Kaliningrad         | Königsberg          | village             | 431 902             | 490 449             |

### Okroug urbain de Baltiïsk
| Liste des localités | Liste des localités | Liste des localités | Liste des localités | Liste des localités |
| N°                  | Localité            | Statut              | Population 2010     | Population 2021     |
| ------------------- | ------------------- | ------------------- | ------------------- | ------------------- |
| 1                   | Baltiïsk            | ville               | 32 697              | 26 796              |
| 2                   | Beregovoïe          | possiolok           | 13                  |                     |
| 3                   | Divnoïe             | possiolok           | 632                 |                     |
| 4                   | Krylovka            | possiolok           | 34                  |                     |
| 5                   | Lounino             | possiolok           | 492                 |                     |
| 6                   | Niva                | possiolok           | 5                   |                     |
| 7                   | Parousnoïe          | possiolok           | 124                 |                     |
| 8                   | Primorsk            | ville               | 1956                | 1436                |
| 9                   | Prozorovo           | possiolok           | 0                   |                     |
| 10                  | Tikhoretchenskoïe   | possiolok           | 3                   |                     |
| 11                  | Tsvetnoïe           | possiolok           | 80                  |                     |
| 12                  | Tcheriomoukhino     | possiolok           | 11                  |                     |

### Okroug urbain de Ladouchkine
| Liste des localités | Liste des localités | Liste des localités | Liste des localités | Liste des localités |
| N°                  | Localité            | Statut              | Population 2010     | Population 2021     |
| ------------------- | ------------------- | ------------------- | ------------------- | ------------------- |
| 1                   | Ladouchkine         | ville               | 3787                | 3666                |
| 2                   | Ladyguino           | village             | 29                  |                     |
| 3                   | Oulianovka          | village             | 61                  |                     |

### Okroug urbain de Mamonovo
| Liste des localités | Liste des localités | Liste des localités | Liste des localités | Liste des localités |
| N°                  | Localité            | Statut              | Population 2010     | Population 2021     |
| ------------------- | ------------------- | ------------------- | ------------------- | ------------------- |
| 1                   | Bogdanovka          | possiolok           | 132                 |                     |
| 2                   | Vavilovo            | possiolok           | 16                  |                     |
| 3                   | Zelenodolsk         | possiolok           | 30                  |                     |
| 4                   | Lipovka             | possiolok           | 18                  |                     |
| 5                   | Mamonovo            | ville               | 7761                | 8314                |

### Pionerski
| N° | Localité  | Statut | Population 2010 | Population 2021 |
| -- | --------- | ------ | --------------- | --------------- |
| 1  | Pionerski | ville  | 11 016          | 12 794          |

### Okroug urbain de Svetlogorsk
| Liste des localités | Liste des localités     | Liste des localités | Liste des localités |
| N°                  | Localités               | Statut              | Population          |
| ------------------- | ----------------------- | ------------------- | ------------------- |
| 1                   | Donskoïe (ru)           | possiolok           | 2795 (en 2018)      |
| 2                   | Lesnoïe (ru)            | possiolok           | 221 (en 2017)       |
| 3                   | Marynskoïe (ru)         | possiolok           | 15 (en 2010)        |
| 4                   | Maïak (ru)              | possiolok           | 10 (en 2010)        |
| 5                   | Molodogvardeïskoïe (ru) | possiolok           | 4 (en 2010)         |
| 6                   | Primorié (ru)           | possiolok           | 1140 (en 2018)      |
| 8                   | Svetlogorsk             | Ville               | 16 207 (en 2023)    |

### Okroug urbain de Svetly
| Liste des localités | Liste des localités | Liste des localités | Liste des localités | Liste des localités |
| N°                  | Localité            | Statut              | Population 2010     | Population 2021     |
| ------------------- | ------------------- | ------------------- | ------------------- | ------------------- |
| 1                   | Bobrovo             | possiolok           | 20                  |                     |
| 2                   | Vesselovka          | possiolok           | 149                 |                     |
| 3                   | Vzmorié             | possiolok           | 1883                |                     |
| 4                   | Volotchaïevskoïe    | possiolok           | 1582                |                     |
| 5                   | Ijevskoïe           | possiolok           | 287                 |                     |
| 6                   | Kremnevo            | possiolok           | 88                  |                     |
| 7                   | Lioublino           | possiolok           | 1606                |                     |
| 8                   | Pestchanoïe         | possiolok           | 17                  |                     |
| 9                   | Svetly              | ville               | 21 375              | 21 114              |
| 10                  | Tcherepanovo        | possiolok           | 577                 |                     |
| 11                  | Chipovka            | possiolok           | 38                  |                     |

### Okroug urbain de Sovetsk
| Liste des localités | Liste des localités | Liste des localités | Liste des localités | Liste des localités |
| N°                  | Localité            | Statut              | Population 2010     | Population 2021     |
| ------------------- | ------------------- | ------------------- | ------------------- | ------------------- |
| 1                   | Sovetsk             | ville               | 41 705              | 38 910              |

## Raïons

### Raïon de Bagrationovsk
| Liste des localités | Liste des localités | Liste des localités | Liste des localités | Liste des localités |
| N°                  | Localité            | Statut              | Population 2010     | Population 2021     |
| ------------------- | ------------------- | ------------------- | ------------------- | ------------------- |
| 1                   | Augoustovka         | possiolok           | 17                  |                     |
| 2                   | Bagrationovsk       | ville               | 6 400               | 6417                |
| 3                   | Berezovka           | possiolok           | 405                 |                     |
| 4                   | Bogatovo            | possiolok           | 16                  |                     |
| 5                   | Bolchakovskoïe      | possiolok           | 30                  |                     |
| 6                   | Bolchedorojnoïe     | possiolok           | 117                 |                     |
| 7                   | Bolchoïe Oziornoïe  | possiolok           | 73                  |                     |
| 8                   | Borovoïe            | possiolok           | 22                  |                     |
| 9                   | Valki               | possiolok           | 8                   |                     |
| 10                  | Vetrovo             | possiolok           | 14                  |                     |
| 11                  | Vladimirovo         | possiolok           | 666                 |                     |
| 12                  | Vyssokoïe           | possiolok           | 29                  |                     |
| 13                  | Gvardeïskoïe        | possiolok           | 564                 |                     |
| 14                  | Dolgoroukovo        | possiolok           | 2805                |                     |
| 15                  | Doubki              | possiolok           | 42                  |                     |
| 16                  | Doubrovka           | possiolok           | 158                 |                     |
| 17                  | Joukovka            | possiolok           | 64                  |                     |
| 18                  | Zagorodnoïe         | possiolok           | 97                  |                     |
| 19                  | Zaretchnoïe         | possiolok           | 124                 |                     |
| 20                  | Znamenka            | possiolok           | 48                  |                     |
| 21                  | Znamenskoïe         | possiolok           | 112                 |                     |
| 22                  | Ilitchiovka         | possiolok           | 134                 |                     |
| 23                  | Iliouchino          | possiolok           | 104                 |                     |
| 24                  | Kalmoukovo          | possiolok           | 6                   |                     |
| 25                  | Kamenka             | possiolok           | 9                   |                     |
| 26                  | Kornevo             | possiolok           | 1912                |                     |
| 27                  | Kossatoukhino       | possiolok           | 2                   |                     |
| 28                  | Krasnoarmeïskoïe    | possiolok           | 32                  |                     |
| 29                  | Krasnoznamenskoïe   | possiolok           | 206                 |                     |
| 30                  | Kountsevo           | possiolok           | 21                  |                     |
| 31                  | Kourskoïe           | possiolok           | 26                  |                     |
| 32                  | Lermontovo          | possiolok           | 25                  |                     |
| 33                  | Lineïnoïe           | possiolok           | 53                  |                     |
| 34                  | Maïskoïe            | possiolok           | 177                 |                     |
| 35                  | Maloïe Ozernoïe     | possiolok           | 47                  |                     |
| 36                  | Maloïe Otvajnoïe    | possiolok           | 12                  |                     |
| 37                  | Mariïskoïe          | possiolok           | 165                 |                     |
| 38                  | Medovoïe            | possiolok           | 646                 |                     |
| 39                  | Minino              | possiolok           | 14                  |                     |
| 40                  | Moskovskoïe         | possiolok           | 60                  |                     |
| 41                  | Moskovskoïe         | possiolok           | 6                   |                     |
| 42                  | Mouchkino           | possiolok           | 124                 |                     |
| 43                  | Nagornoïe           | possiolok           | 72                  |                     |
| 44                  | Nadejdino           | possiolok           | 265                 |                     |
| 45                  | Nevskoïe            | possiolok           | 274                 |                     |
| 46                  | Nivenskoïe          | possiolok           | 1728                |                     |
| 47                  | Novo-Moskovskoïe    | possiolok           | 645                 |                     |
| 48                  | Novosselki          | possiolok           | 37                  |                     |
| 49                  | Novossiolovo        | possiolok           | 716                 |                     |
| 50                  | Oktiabrskoïe        | possiolok           | 1                   |                     |
| 51                  | Orekhovo            | possiolok           | 177                 |                     |
| 52                  | Ossokino            | possiolok           | 86                  |                     |
| 53                  | Otvajnoïe           | possiolok           | 343                 |                     |
| 54                  | Partisanskoïe       | possiolok           | 1081                |                     |
| 55                  | Pervomaïskoïe       | possiolok           | 56                  |                     |
| 56                  | Pessotchnoïe        | possiolok           | 74                  |                     |
| 57                  | Podeba              | possiolok           | 168                 |                     |
| 58                  | Poborejnié          | possiolok           | 282                 |                     |
| 59                  | Pogranitchnoïe      | possiolok           | 71                  |                     |
| 60                  | Pogranitchny        | possiolok           | 625                 |                     |
| 61                  | Podgornoïe          | possiolok           | 274                 |                     |
| 62                  | Primorskoïe         | possiolok           | 32                  |                     |
| 63                  | Proletarskoïe       | possiolok           | 52                  |                     |
| 64                  | Proudki             | possiolok           | 61                  |                     |
| 65                  | Pouchkino           | possiolok           | 85                  |                     |
| 66                  | Piatidorojnoïe      | possiolok           | 790                 |                     |
| 67                  | Razdolnoïe          | possiolok           | 464                 |                     |
| 68                  | Riabinovka          | possiolok           | 357                 |                     |
| 69                  | Sadovoïe            | possiolok           | 53                  |                     |
| 70                  | Severny             | possiolok           | 1067                |                     |
| 71                  | Sergueïevo          | possiolok           | 8                   |                     |
| 72                  | Slavskoïe           | possiolok           | 248                 |                     |
| 73                  | Slavianovka         | possiolok           | 1395                |                     |
| 74                  | Sovkhoznoïe         | possiolok           | 583                 |                     |
| 75                  | Soldatskoïe         | possiolok           | 27                  |                     |
| 76                  | Solnetchnoïe        | possiolok           | 32                  |                     |
| 77                  | Sosnovka            | possiolok           | 258                 |                     |
| 78                  | Starosselié         | possiolok           | 66                  |                     |
| 79                  | Strelnia            | possiolok           | 185                 |                     |
| 80                  | Tambovskoïe         | possiolok           | 135                 |                     |
| 81                  | Timiriazevo         | possiolok           | 19                  |                     |
| 82                  | Tichino             | possiolok           | 453                 |                     |
| 83                  | Tropinino           | possiolok           | 8                   |                     |
| 84                  | Tchapaïevo          | possiolok           | 33                  |                     |
| 85                  | Tchekhovo           | possiolok           | 564                 |                     |
| 86                  | Chirokoïe           | possiolok           | 37                  |                     |
| 87                  | Ioujny              | possiolok           | 2772                |                     |
| 88                  | Iablotchkino        | possiolok           | 1                   |                     |

### Raïon de Gvardeïsk
| Liste des localités | Liste des localités | Liste des localités | Liste des localités | Liste des localités |
| N°                  | Localité            | Statut              | Population 2010     | Population 2021     |
| ------------------- | ------------------- | ------------------- | ------------------- | ------------------- |
| 1                   | Beriozovka          | possiolok           | 182                 |                     |
| 2                   | Belovo              | possiolok           | 49                  |                     |
| 3                   | Bolchaïa Poliana    | possiolok           | 298                 |                     |
| 4                   | Bolchié Gorki       | possiolok           | 144                 |                     |
| 5                   | Borskoïe            | possiolok           | 193                 |                     |
| 6                   | Velikoloukskoïe     | possiolok           | 83                  |                     |
| 7                   | Vessely             | possiolok           | 19                  |                     |
| 8                   | Vichnevoïe          | possiolok           | 54                  |                     |
| 9                   | Gvardeïsk           | ville               | 13 899              | 14 122              |
| 10                  | Gordoïe             | possiolok           | 322                 |                     |
| 11                  | Gribki              | possiolok           | 23                  |                     |
| 12                  | Dalneïé             | possiolok           | 130                 |                     |
| 13                  | Demidovo            | possiolok           | 91                  |                     |
| 14                  | Detskoïe            | possiolok           | 33                  |                     |
| 15                  | Divnoïe             | possiolok           | 38                  |                     |
| 16                  | Ielniaki            | possiolok           | 153                 |                     |
| 17                  | Ierchovo            | possiolok           | 69                  |                     |
| 18                  | Zabarié             | possiolok           | 94                  |                     |
| 19                  | Zaretchié           | possiolok           | 354                 |                     |
| 20                  | Zvenievoïe          | possiolok           | 39                  |                     |
| 21                  | Znamensk            | possiolok           | 4036                | 3820                |
| 22                  | Zorino              | possiolok           | 416                 |                     |
| 23                  | Istrovka            | possiolok           | 485                 |                     |
| 24                  | Kalinkovo           | possiolok           | 249                 |                     |
| 25                  | Krouglovka          | possiolok           | 148                 |                     |
| 26                  | Komsomolsk          | possiolok           | 1205                |                     |
| 27                  | Krasny Bor          | possiolok           | 11                  |                     |
| 28                  | Krasny Iar          | possiolok           | 281                 |                     |
| 29                  | Kouïbychevskoïe     | possiolok           | 223                 |                     |
| 30                  | Kourgan             | possiolok           | 11                  |                     |
| 31                  | Livny               | possiolok           | 42                  |                     |
| 32                  | Lozovoïe            | possiolok           | 52                  |                     |
| 33                  | Lounino             | possiolok           | 146                 |                     |
| 34                  | Malinovka           | possiolok           | 253                 |                     |
| 35                  | Ozerki              | possiolok           | 2473                |                     |
| 36                  | Ozernoïe            | possiolok           | 6                   |                     |
| 37                  | Olkhovka            | possiolok           | 247                 |                     |
| 38                  | Ossinovka           | possiolok           | 49                  |                     |
| 39                  | Ostrovskoïe         | possiolok           | 72                  |                     |
| 40                  | Poddoubnoïe         | possiolok           | 52                  |                     |
| 41                  | Prigorodnoïe        | possiolok           | 231                 |                     |
| 42                  | Proudnoïe           | possiolok           | 54                  |                     |
| 43                  | Proudy              | possiolok           | 95                  |                     |
| 44                  | Ratnoïe             | possiolok           | 60                  |                     |
| 45                  | Retchnoïe           | possiolok           | 16                  |                     |
| 46                  | Rovnoïe             | possiolok           | 114                 |                     |
| 47                  | Rochtchino          | possiolok           | 80                  |                     |
| 48                  | Routchi             | possiolok           | 85                  |                     |
| 49                  | Semionovo           | possiolok           | 100                 |                     |
| 50                  | Slavinsk            | possiolok           | 944                 |                     |
| 51                  | Sokolniki           | possiolok           | 264                 |                     |
| 52                  | Soldatovo           | possiolok           | 102                 |                     |
| 53                  | Souvorovo           | possiolok           | 109                 |                     |
| 54                  | Soukhodolié         | possiolok           | 82                  |                     |
| 55                  | Talpaki             | possiolok           | 374                 |                     |
| 56                  | Telmanovo           | possiolok           | 20                  |                     |
| 57                  | Toumanovka          | possiolok           | 107                 |                     |
| 58                  | Kholmy              | possiolok           | 36                  |                     |
| 59                  | Iablonovka          | possiolok           | 170                 |                     |
| 60                  | Iagodnoïe           | possiolok           | 21                  |                     |
| 61                  | Iarki               | possiolok           | 51                  |                     |
| 62                  | Iassenskoïe         | possiolok           | 87                  |                     |

## Noms en allemand

### Villes principales
|                | Russe       | Allemand                     | Polonais  | Lituanien    |
| -------------- | ----------- | ---------------------------- | --------- | ------------ |
| Baltiisk       | Балтийск    | Pillau                       | Piława    | Piliava      |
| Goussev        | Гусев       | Gumbinnen                    | Gąbin     | Gumbinė      |
| Kaliningrad    | Калининград | Königsberg (voir Königsberg) | Królewiec | Karaliaučius |
| Sovetsk        | Советск     | Tilsit                       | Tylża     | Tilžė        |
| Tcherniakhovsk | Черняховск  | Insterburg                   | Wystruć   | Įsrutis      |

### Autres localités
|                             | Russe                       | Allemand                    | Polonais                       | Lituanien             |
| --------------------------- | --------------------------- | --------------------------- | ------------------------------ | --------------------- |
| Aleksandra Kosmodemianskogo | Александра Космодемьянского | Metgethen                   |                                |                       |
| Bagrationovsk               | Багратионовск               | Preußisch Eylau             | Pruska Iława/Iławka            | Prusų Yluva           |
| Bolchakovo                  | Большаково                  | Groß Skaisgirren/Kreuzingen | Skajzgiry                      | Skaistgiriai          |
| Dobrovolsk                  | Добровольск                 | Pillkallen/Schlossberg      | Pilkały                        | Pilkalnis             |
| Domnovo                     | Домново                     | Domnau                      | Domnowo                        | Dumnava               |
| Donskoïe                    | Донское                     | Groß-Dirschkeim             |                                | Diržkaimis            |
| Droujba                     | Дружба                      | Allenburg                   | Alembork                       | Alna                  |
| Fourmanovo                  | Фурманово                   | Stannaitschen/Zweilinden    |                                | Stanaičiai            |
| Gourievsk                   | Гурьевск                    | Neuhausen                   | Nowotki                        | Romuva                |
| Gvardeïsk                   | Гвардейск                   | Tapiau                      | Tapiawa/Tapiewo                | Tepliava/Tepliuva     |
| Iantarny                    | Янтарный                    | Palmnicken                  | Palmniki                       | Palvininkai           |
| Iasnaïa Poliana             | Ясная Поляна                | Trakehnen                   | Trakiany                       | Trakėnai              |
| Iasnoïe                     | Ясное                       | Kaukehmen                   | Kawkiejmy                      | Kaukėnai              |
| Jeleznodorojny              | Железнодорожный             | Gerdauen                    | Gierdawy                       | Girdava               |
| Khrabrovo                   | Храброво                    | Powunden                    |                                | Pavandenė             |
| Kornevo                     | Корнево                     | Zinten                      | Cynty                          | Cintai/Sintai         |
| Krasnolessie                | Краснолесье                 | Groß-Rominten               | Rominty                        | Raminta               |
| Krasnoznamensk              | Краснознаменск              | Lasdehnen/Haselberg         | Łoździenie                     | Lazdėnai              |
| Krylovo                     | Крылово                     | Nordenburg                  | Nordenbork                     | Ašvėnai               |
| Ladouchkine                 | Ладушкин                    | Ludwigsort                  | Ludwinów                       | Liudvigsortas         |
| Lesnoï                      | Лесной                      | Sarkau                      | Sarkały                        | Šarkuva               |
| Lioublino                   | Люблино                     | Seerappen                   |                                | Karnyčiai             |
| Maïakovskoïe                | Маяковское                  | Nemmersdorf                 |                                | Nemirkiemis           |
| Maïovka                     | Маёвка                      | Georgenburg                 | Jeżewo/Jurbork                 | Jurbarkas             |
| Mamonovo                    | Мамоново                    | Heiligenbeil                | Święta Siekierka/Świętomiejsce | Šventapilis           |
| Matrossovo                  | Матросово                   | Gilge                       |                                | Gilija                |
| Morskoïe                    | Морское                     | Pillkoppen                  | Piłkopy                        | Pilkopa               |
| Neman                       | Неман                       | Ragnit                      | Ragneta                        | Ragainė               |
| Nesterov                    | Нестеров                    | Stallupönen/Ebenrode        | Stołupiany                     | Stalupėnai            |
| Novaïa Derevnia             | Новая Деревня               | Gertlauken                  | Giertławki                     | Gertlaukiai           |
| Novomoskovskoïe             | Новомосковскoe              | Pörschken                   |                                | Popalyčiai            |
| Oulianovo                   | Ульяново                    | Kraupischken                | Kraupiszki                     | Kraupiškas            |
| Ouchakovo                   | Ушаково                     | Brandenburg in Ostpreußen   | Pokarmin                       | Pokarviai             |
| Ozerki                      | Озерки                      | Groß-Lindenau               | Ogławiszki                     | Aglaviškiai           |
| Oziorsk                     | Озёрск                      | Darkehmen/Angerapp          | Darkiejmy                      | Darkiemis             |
| Pionerski                   | Пионерский                  | Neukuhren                   |                                | Naujieji Kuršiai      |
| Pobedino                    | Победино                    | Schillehnen                 | Szyleny                        | Šilėnai               |
| Pokrovskoïe                 | Покровское                  | Buttkuhnen                  | Butkuny                        | Butkūnai              |
| Polessk                     | Полесск                     | Labiau                      | Labiawa                        | Labguva               |
| Pravdinsk                   | Правдинск                   | Friedland in Ostpreußen     | Frydląd                        | Romuva                |
| Primorsk                    | Приморск                    | Fischhausen                 | Rybaki                         | Žuvininkai            |
| Prokhladnoïe                | Прохладное                  | Kallningken                 |                                | Kalnininkai           |
| Rybatchi                    | Рыбачий                     | Rossitten                   | Różyty                         | Rasytė                |
| Rodniki                     | Родники                     | Arnau                       | Ornowo                         | Arnava                |
| Schipowka                   | Шиповка                     | Bahnhof Powayen             |                                | Pavainiai             |
| Slavsk                      | Славск                      | Heinrichswalde              | Jędrzychowo                    | Gastos                |
| Slavskoïe                   | Славское                    | Kreuzburg                   | Krzyżbork/Krujzbork            | Kryžiapilis/Pronyčiai |
| Sosnovka                    | Сосновка                    | Augstagirren                |                                | Aukštagiriai          |
| Svetlogorsk                 | Светлогорск                 | Rauschen                    | Rausze                         | Riaušiai              |
| Svetly                      | Светлый                     | Zimmerbude                  | Buda                           | Cimerbūdė             |
| Tchernychevskoïe            | Чернышевское                | Eydtkuhnen/Eydtkau          | Ejtkuny                        | Eitkūnai              |
| Timiriazevo                 | Тимирязево                  | Neukirch                    | Niziny                         | Naujoji/Naujėnai      |
| Vzmorie                     | Взморье                     | Großheidekrug               |                                |                       |
| Zalessie                    | Залесье                     | Mehlauken                   | Mielławki                      | Mielaukiai            |
| Zelenogradsk                | Зеленоградск                | Cranz                       | Krańc                          | Krantas               |
| Znamensk                    | Знаменск                    | Wehlau                      | Welawa                         | Vėluva                |